# Nelinho (cầu thủ bóng đá Mozambique)
Nasser Amade Carimo hay Nelinho (sinh ngày 18 tháng 5 năm 1971 ở Portuguese East Africa) là một cựu tiền vệ bóng đá người Mozambique thi đấu cho Grupo Desportivo de Maputo. Ông từng là thành viên của Đội tuyển bóng đá quốc gia Mozambique.